# Maryline Guillaume
Maryline Guillaume est une actrice française de films érotiques et pornographiques née en 1956.

## Biographie
Originaire de Toulon, Maryline Guillaume aurait, après la fin de ses études de secrétaire, travaillé pour une compagnie pétrolière à Paris.
Au cours de son bref passage dans le cinéma, Maryline Guillaume tourne à deux reprises pour Jean Desvilles. On la voit aux côtés de Brigitte Lahaie dans Les Plaisirs fous ou d'Élisabeth Buré dans Tout est permis. Ce film sort en version hard mais aussi en version soft pouvant ainsi être distribué en dehors du circuit des salles spécialisées dans le X. 
Elle tient surtout le rôle principal dans Les Plaisirs solitaires de Francis Leroi, incarnant Joëlle, une jeune fille désireuse de perdre sa virginité.

## Filmographie
- 1976 : Les Machines à sous de Bernard Launois : une prostituée
- 1976 : Les Plaisirs fous de Jean Desvilles : Martine (versions soft et hard)
- 1976 : Les Plaisirs solitaires (Tout pour le plaisir ! ou Femmes à Combler) de Francis Leroi : Joëlle (versions soft et hard)
- 1977 : Gaëlle, Malou... et Virginie (Les Maîtresses de Vacances) de Pierre Unia : Line (seulement dans la version hard)
- 1977 : Couples en chaleur de Jean Luret
- 1977 : Tout est permis de Jean Desvilles : Nathalie (versions soft et hard)
- 1977 : Les Hôtesses du sexe de Michel Barny :  la fille qui abandonne (rôle soft)
- 1978 : Les Voyeuses de Pierre Unia (images d'archives)

## Photographie
- Frivool (Pays-Bas), n°7, 1977. (hard)
- Mayfair (Royaume-Uni), n°1, vol.12, 1977, Marilyn par Roy Brewington. (soft)